# HIFK Hockey
HIFK Hockey (celý název: Idrottsföreningen Kamraterna Helsingfors) je profesionální finský hokejový tým. Byl založen v roce 1945.

## Češi v týmu
| Ročník                      | Hráči ČR                                                                    | Link |
| --------------------------- | --------------------------------------------------------------------------- | ---- |
| 1993/1994                   | nikdo                                                                       |      |
| 1994/1995                   | nikdo                                                                       |      |
| 1995/1996                   | nikdo                                                                       |      |
| 1996/1997                   | nikdo                                                                       |      |
| 1997/1998                   | Jan Čaloun                                                                  |      |
| 1998/1999                   | Jan Čaloun                                                                  |      |
| 1999/2000                   | Jan Čaloun, Marek Židlický                                                  |      |
| 2000/2001                   | Patrik Hučko, Martin Štěpánek, Marek Židlický, Jaroslav Bednář, Jan Čaloun  |      |
| 2001/2002                   | Robert Kántor, Marek Židlický, Roman Vopat                                  |      |
| 2002/2003                   | Robert Kántor, Marek Židlický, František Mrázek, Roman Šimíček, Roman Vopat |      |
| 2003/2004                   | Ladislav Benýšek, Martin Špaňhel, Roman Vopat                               |      |
| 2004/2005                   | Tomáš Vokoun, Ladislav Benýšek, Marek Židlický, Roman Vopat                 |      |
| 2005/2006                   | Ladislav Benýšek, Robert Schnabel, Petr Freiberg                            |      |
| 2006/2007                   | Robert Schnabel, Jan Hrdina                                                 |      |
| 2007/2008                   | Libor Ustrnul                                                               |      |
| 2008/2009                   | nikdo                                                                       |      |
| 2009/2010                   | nikdo                                                                       |      |
| 2010/2011                   | nikdo                                                                       |      |
| 2011/2012                   | nikdo                                                                       |      |
| 2012/2013                   | nikdo                                                                       |      |
| 2013/2014                   | Petr Stloukal                                                               |      |
| 2014/2015                   | nikdo                                                                       |      |
| 2015/2016                   | nikdo                                                                       |      |
| 2016/2017                   | nikdo                                                                       |      |
| 2017/2018                   | nikdo                                                                       |      |
| 2018/2019                   | nikdo                                                                       |      |
| 2019/2020                   | nikdo                                                                       |      |
| 2020/2021                   | nikdo                                                                       |      |
| 2021/2022                   | nikdo                                                                       |      |
| 2022/2023                   | nikdo                                                                       |      |
| 2023/2024                   | nikdo                                                                       |      |
| 2024/2025                   | Ronald Knot, Petr Kodýtek                                                   |      |
| 2025/2026                   | nikdo                                                                       |      |
| Zdroj na eliteprospects.com |                                                                             |      |

## Přehled ligové účasti
| Finsko (1975 – ) |          |                  |                                                                                   |                       |
| Sezóny           | Soutěž   | ZČ               | Play-off, nadstavba, sk. o udržení...                                             | Kapitán               |
| 1975/1976        | SM-liiga | 4. místo         | o 3. místo prohra s Porin Ässät 0 : 2                                             | Kimmo Heino           |
| 1976/1977        | SM-liiga | Bronzová medaile | o 3. místo prohra s KooVee 0 : 2                                                  | Kimmo Heino           |
| 1977/1978        | SM-liiga | 5. místo         | Ne                                                                                | Heikki Riihiranta     |
| 1978/1979        | SM-liiga | 4. místo         | Semifinále prohra s Porin Ässät 0 : 3                                             | Heikki Riihiranta     |
| 1979/1980        | SM-liiga | Stříbrná medaile | Finále výhra s Porin Ässät 3 : 0                                                  | Heikki Riihiranta     |
| 1980/1981        | SM-liiga | 5. místo         | Semifinále prohra s Tappara 0 : 3                                                 | Heikki Riihiranta     |
| 1981/1982        | SM-liiga | Stříbrná medaile | Semifinále prohra s Tappara 2 : 3                                                 | Heikki Riihiranta     |
| 1982/1983        | SM-liiga | Stříbrná medaile | Finále výhra s Jokerit Helsinky 3 : 2                                             | Heikki Riihiranta     |
| 1983/1984        | SM-liiga | 4. místo         | Čtvrtfinále prohra s TPS Turku 0 : 2                                              | Matti Hagman          |
| 1984/1985        | SM-liiga | 5. místo         | Ne                                                                                | Matti Hagman          |
| 1985/1986        | SM-liiga | Stříbrná medaile | Finále prohra s Tappara 1 : 4                                                     | Pekka Rautakallio     |
| 1986/1987        | SM-liiga | 4. místo         | Semifinále prohra s Oulun Kärpät 1 : 3                                            | Pekka Rautakallio     |
| 1987/1988        | SM-liiga | Stříbrná medaile | Semifinále prohra s Tappara 2 : 3                                                 | Matti Hagman          |
| 1988/1989        | SM-liiga | 6. místo         | Čtvrtfinále prohra s JYP Jyväskylä 0 : 2                                          | Matti Hagman          |
| 1989/1990        | SM-liiga | Bronzová medaile | Čtvrtfinále prohra s KalPa 1 : 2                                                  | Simo Saarinen         |
| 1990/1991        | SM-liiga | 5. místo         | Čtvrtfinále prohra s Hämeenlinnan Pallokerho 1 : 2                                | Simo Saarinen         |
| 1991/1992        | SM-liiga | 6. místo         | Semifinále prohra s JYP Jyväskylä 2 : 3                                           | Simo Saarinen         |
| 1992/1993        | SM-liiga | Bronzová medaile | Čtvrtfinále prohra s JYP Jyväskylä 1 : 3                                          | Simo Saarinen         |
| 1993/1994        | SM-liiga | 8. místo         | Čtvrtfinále prohra s TPS Turku 0 : 3                                              | Simo Saarinen         |
| 1994/1995        | SM-liiga | Bronzová medaile | Čtvrtfinále prohra s Porin Ässät 0 : 3                                            | Simo Saarinen         |
| 1995/1996        | SM-liiga | 6. místo         | Čtvrtfinále prohra s Lukko Rauma 0 : 3                                            | Mika Kortelainen      |
| 1996/1997        | SM-liiga | 9. místo         | Ne                                                                                | Mika Kortelainen      |
| 1997/1998        | SM-liiga | Stříbrná medaile | Finále výhra s Tampereen Ilves 3 : 0                                              | Christian Ruuttu      |
| 1998/1999        | SM-liiga | Stříbrná medaile | Finále prohra s TPS Turku 1 : 3                                                   | bez kapitána          |
| 1999/2000        | SM-liiga | 6. místo         | Semifinále prohra s TPS Turku 1 : 3                                               | bez kapitána          |
| 2000/2001        | SM-liiga | 4. místo         | Čtvrtfinále prohra s Tampereen Ilves 2 : 3                                        | Toni Sihvonen         |
| 2001/2002        | SM-liiga | 10. místo        | Ne                                                                                | Kimmo Kuhta           |
| 2002/2003        | SM-liiga | 7. místo         | Čtvrtfinále prohra s Jokerit Helsinky 0 : 4                                       | Riku-Petteri Lehtonen |
| 2003/2004        | SM-liiga | Bronzová medaile | Semifinále prohra s Oulun Kärpät 2 : 3                                            | Toni Söderholm        |
| 2004/2005        | SM-liiga | 4. místo         | Čtvrtfinále prohra s Lukko Rauma 1 : 4                                            | Toni Söderholm        |
| 2005/2006        | SM-liiga | Stříbrná medaile | Semifinále prohra s Hämeenlinnan Pallokerho 2 : 3                                 | Jere Karalahti        |
| 2006/2007        | SM-liiga | 6. místo         | Čtvrtfinále prohra s Hämeenlinnan Pallokerho 1 : 4                                | Kimmo Kuhta           |
| 2007/2008        | SM-liiga | 7. místo         | Čtvrtfinále prohra s Espoo Blues 1 : 4                                            | Rem Murray            |
| 2008/2009        | SM-liiga | 7. místo         | Předkolo prohra s TPS Turku 0 : 2                                                 | Kim Hirschovits       |
| 2009/2010        | SM-liiga | 4. místo         | Čtvrtfinále prohra s Hämeenlinnan Pallokerho 2 : 4                                | Kim Hirschovits       |
| 2010/2011        | SM-liiga | Bronzová medaile | Finále výhra s Espoo Blues 4 : 0                                                  | bez kapitána          |
| 2011/2012        | SM-liiga | Bronzová medaile | Čtvrtfinále prohra s Jokerit Helsinky 0 : 4                                       | bez kapitána          |
| 2012/2013        | SM-liiga | 8. místo         | Čtvrtfinále prohra s Tappara 1 : 4                                                | Ville Peltonen        |
| 2013/2014        | Liiga    | 9. místo         | Předkolo prohra s Pelicans Lahti 0 : 2                                            | Ville Peltonen        |
| 2014/2015        | Liiga    | 7. místo         | Čtvrtfinále prohra s Tappara 2 : 4                                                | Toni Söderholm        |
| 2015/2016        | Liiga    | Zlatá medaile    | Finále prohra s Tappara 2 : 4                                                     | Arttu Luttinen        |
| 2016/2017        | Liiga    | 9. místo         | Semifinále prohra s Tappara 1 : 4                                                 | Arttu Luttinen        |
| 2017/2018        | Liiga    | 5. místo         | Semifinále prohra s Oulun Kärpät 3 : 4                                            | bez kapitána          |
| 2018/2019        | Liiga    | 6. místo         | Semifinále prohra s Oulun Kärpät 2 : 4                                            | bez kapitána          |
| 2019/2020        | Liiga    | 6. místo         | Ročník zrušen po odehrání základní části a nadstavby z důvodu Pandemie covidu-19. | Jere Sallinen         |
| 2020/2021        | Liiga    | Stříbrná medaile | Semifinále prohra s TPS Turku 1 : 3                                               | Jere Sallinen         |
| 2021/2022        | Liiga    | 5. místo         | Čtvrtfinále prohra s TPS Turku 3 : 4                                              | Teemu Tallberg        |
| 2022/2023        | Liiga    | 6. místo         | Čtvrtfinále prohra s Lukko Rauma 2 : 4                                            | Teemu Tallberg        |
| 2023/2024        | Liiga    | 7. místo         | Čtvrtfinále prohra s Pelicans Lahti 3 : 4                                         | Ilari Melart          |
| 2024/2025        | Liiga    | 4. místo         | Čtvrtfinále prohra s SaiPa 0 : 4                                                  | Ilari Melart          |
| 2025/2026        | Liiga    |                  |                                                                                   |                       |